# Sarah Sponcil
Sarah Sponcil (Phoenix, 16 augustus 1996) is een Amerikaans beachvolleyballer. Ze nam eenmaal deel aan de Olympische Spelen.

## Carrière
Sponcil speelde volleybal in de zaal voor de universiteitsteams van Loyola Marymount University en Universiteit van Californië - Los Angeles. Als beachvolleyballer debuteerde ze met Zana Muno in de AVP Tour in 2013 bij het toernooi van Huntington Beach. Het jaar daarop deed ze met Alic Eager mee aan de wereldkampioenschappen onder 19 in Porto en 2016 werd ze met Torey Van Winden vierde bij de WK onder 21 in Luzern. Twee jaar later maakte Sponcil met Caitlin Ledoux haar debuut in de FIVB World Tour; het duo eindidge als derde in Haiyang. Ze speelde dat seizoen met Lauren Fendrick nog twee internationale wedstrijden met een vijfde plaats in Tokio als beste resultaat. In het nationale circuit was ze achtereenvolgens met Fendrick en Terese Cannon actief op in totaal vijf toernooien. Daarbij kwam ze onder meer tot een tweede plaats in Austin en een derde plaats in Chicago.
Van 2019 tot en met 2021 vormde Sponcil een team met Kelly Claes. Het eerste seizoen namen ze deel aan elf reguliere toernooien in de World Tour met onder meer twee tweede plaatsen (Den Haag en Espinho) en een derde plaats (Qinzhou) als resultaat. Bij de WK in Hamburg bereikte het duo de achtste finale die verloren werd van het Italiaanse tweetal Marta Menegatti en Viktoria Orsi Toth. Bij de World Tour Finals in Rome kwamen Sponcil en Claes eveneens niet verder dan een negende plaats. In de binnenlandse competitie behaalden ze vier podiumplaatsen; in New York eindigden ze als tweede en in Seattle, Chicago en Waikiki als derde. In het najaar van 2019 deed het duo nog mee aan twee FIVB-toernooien met een vijfde plaats in Chetumal als beste resultaat. Het jaar daarop waren Sponcil en Claes actief op drie AVP-toernooien in Long Beach waarbij ze tot een tweede, een derde en een vijfde plaats kwamen. In 2021 nam het duo in aanloop naar de Olympische Spelen deel aan zeven wedstrijden in het internationale circuit. Daarbij boekten ze twee overwinningen (Sotsji en Ostrava) en drie vijfde plaatsen (Doha en twee keer Cancun). Bij het olympisch beachvolleybaltoernooi in Tokio bereikten ze de achtste finale waar ze werden uitgeschakeld door het Canadese duo Heather Bansley en Brandie Wilkerson. Na afloop van de Spelen eindigde het tweetal in Cagliari als vijfde bij de World Tour Finals. In de AVP Tour kwamen ze bij drie wedstrijden tot een tweede (Atlanta) en een derde plaats (Manhattan Beach). Sinds 2022 vormt Sponcil opnieuw een team met Cannon.

## Palmares
Kampioenschappen
- 2019: 9e WK
- 2021: 9e OS

FIVB World Tour
- 2018:  3* Haiyang
- 2018:  3* Qinzhou
- 2019:  4* Den Haag
- 2019:  4* Espinho
- 2021:  4* Sotsji
- 2021:  4* Ostrava
- 2022:  Kuşadası Challenge